# هانس اولسن (دوچرخه‌سوار)
هانس اولسن (انگلیسی: Hans Olsen; ۱ ژانویهٔ ۱۸۸۵ – ۴ دسامبر ۱۹۶۹) دوچرخه‌سوار اهل دانمارک بود.